# Kendra Dacher
Kendra Augustine Jocelyne Dacher (ur. 8 maja 1999) – francuska zapaśniczka startująca w stylu wolnym. Zajęła piąte miejsce na mistrzostwach świata w 2023 roku. 
Brązowa medalistka mistrzostw Europy w 2022, a także igrzysk śródziemnomorskich w 2022. Wygrała wojskowye MŚ w 2025 i druga w 2024. 
Druga na MŚ U-23 w 2021 i trzecia w 2022. Trzecia na ME juniorów w 2017. Mistrzyni Francji w 2017 i 2023; druga w 2018 i 2020 roku.